# Ойран
Ойран (яп. 花魁 оиран) — один из видов проституток в Японии. Ойран являлись одними из юдзё (яп. 遊女 ю:дзё) «женщин для удовольствия», проституток. Тем не менее ойран были отделены от юдзё тем, что, в отличие от тех, выполняли не только сексуальные функции, но также развлекали клиентов более утончёнными способами. Многие ойран были звёздами своего времени, известными далеко за пределами весёлых кварталов. Они становились законодательницами мод, их искусство танца и игры на музыкальных инструментах было описано в легендах. Поэтому культуру ойран сохраняют и сегодня.

## История

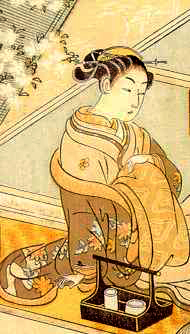
Судзуки Харунобу. Укиё-э из «Фурю энсёку Манээмон». 1765. Ойран готовится к приёму клиента.

Ойран появились в эпоху Эдо (1600—1868). К тому времени бордели законодательно переселили в огороженные кварталы вдали от центра. В Киото (Хэйан) таким кварталом была Симабара, в Токио (тогда Эдо) — Ёсивара, в Осаке — Симмати. Они быстро разрослись и превратились в места, где можно было найти любое удовольствие на свой вкус. Проститутки были разделены на множество рангов, согласно красоте, характеру, уровню образования и навыкам в искусстве. Изначально, в «старой Ёсиваре» куртизанкам ко́си (яп. 格子 ко:си) было запрещено цветисто одеваться и покидать территорию специально отведённого квартала. В конце XVI века квартал переехал за ров, наполненный водой, коси стали занимать второе место по уровню престижности, а на первое выдвинулись высокообразованные таю. Ойран появились в 1760 году в Эдо, вытеснив таю в этом городе. Но в Киото ойран не сыскали популярности.
Ойран развлекали клиентов традиционными танцами, музыкой, поэзией, каллиграфией. Ойран должна была быть способной поддержать весьма учёную беседу. Так как ойран не могли покидать весёлые кварталы, их жизнь-заточение со временем стала глубоко ритуализованной. Ойран фанатично следовали правилам этикета. Их речь была намного ближе к придворной, чем уличной.

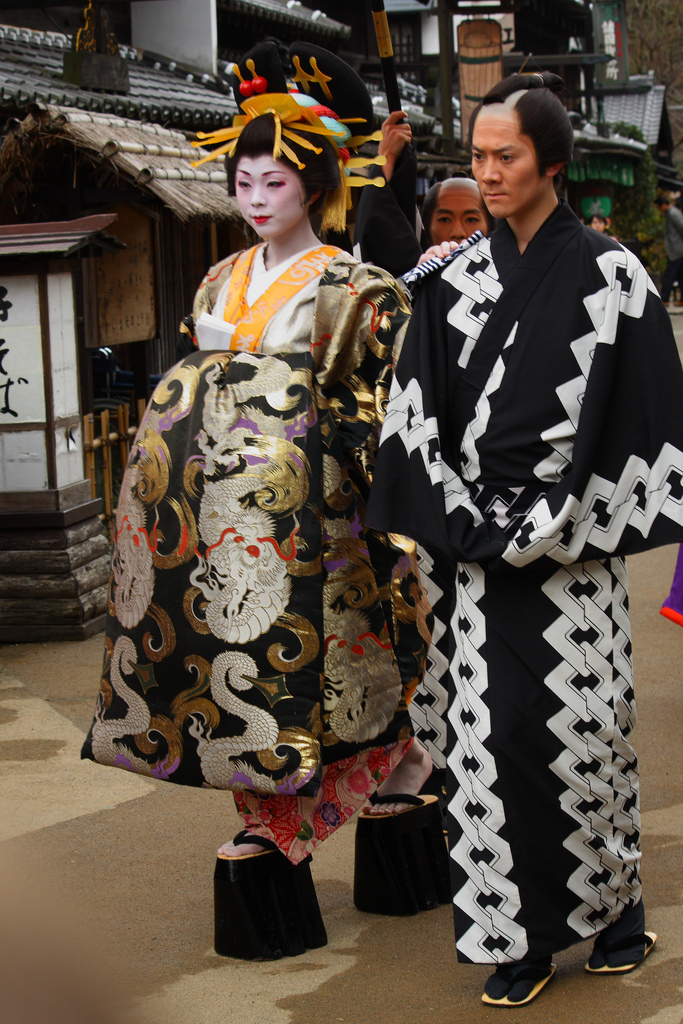
Ойран в полном облачении

Случайный человек не мог пригласить ойран. Их постоянные клиенты присылали официальное приглашение, а ойран, в составе процессии, вместе со слугами, служанками и ученицами, проходила к нему по улицам квартала. Одежды ойран с течением веков становились всё более дорогими и сложными; в причёсках было от восьми сложно декорированных шпилек (кандзаси) и гребней; к наряду добавлялись всё новые слои вышитого шёлка. Культура таю́ стала крайне рафинированной и далёкой от реальной жизни, поэтому в Токио профессия прервалась.
Подъём гейш закончил эпоху ойран. Гейши веселили клиентов близкими простому народу того времени способами, а главное, к ним было легче попасть. Популярность таю́ в Токио окончательно упала; последняя таю была зарегистрирована в 1761 году. Ойран просуществовали до начала индустриализации Японии, то есть до конца XIX века.

## Этимология
Слово «ойран» — это сокращение японской фразы оира но токоро но нэ:-сан (яп. おいらの所の姉さん, «моя старшая сестра»). На японском это слово пишется двумя кандзи по звучанию (это явление носит название атэдзи), 花 «цветок» и 魁 «предвестник» или «глава». Строго говоря, термин «ойран» применим только к высшему классу проституток, хотя его применяют гораздо шире.

## Парады

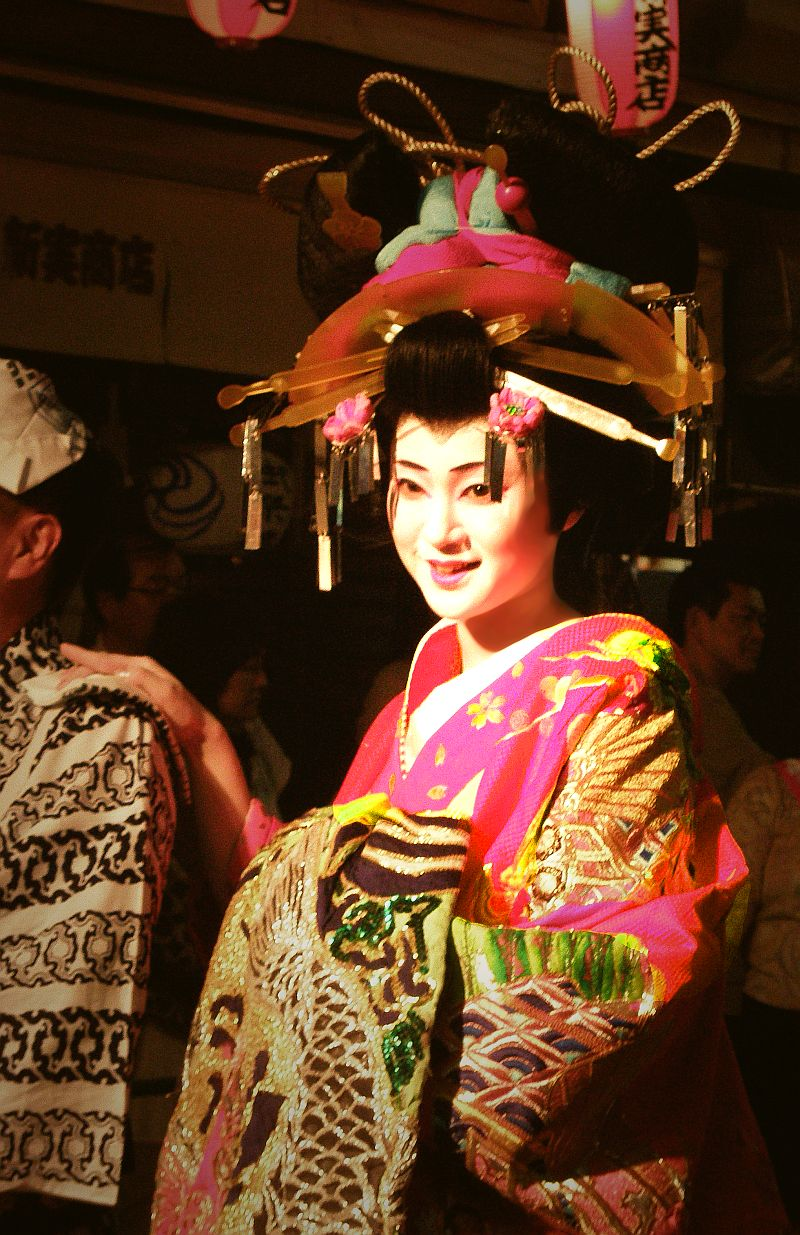
Женщина в костюме ойран на фестивале в Токио

«Цубамэ сакура мацури бунсуй ойран дотю» (燕桜祭分水花魁道中) — это фестиваль со свободным входом, проводимый в городе Цубаме префектуры Ниигата. Дотю — сокращение ойран дотю — является названием традиционного парада куртизанок со свитой через весёлый квартал к клиенту. Ойран идут разодетыми по первому классу, их сопровождает около 70 слуг. Каждая ойран носит пятнадцатисантиметровые деревянные сандалии гэта. Этот фестиваль очень популярен в Японии, в конкурсе на роли ойран и слуг участвуют множество японцев.